# ESwatini
L'eSwatini ([ɛswáˈtʼiːni]), ufficialmente Regno di eSwatini (noto fino al 2018 come Swaziland o anche con il nome Ngwane, adottato alla proclamazione dell'indipendenza, meno usato), è uno Stato indipendente dell'Africa meridionale.
È una delle tre monarchie dell'Africa, insieme al Marocco e al Lesotho. Si trova sul fianco orientale dei monti dei Draghi e confina con il Mozambico a est e con il Sudafrica a nord, ovest e sud. Non ha sbocco sul mare e dista circa 80 km dall'oceano Indiano. Estendendosi a un massimo di 200 km da nord a sud e 130 km da est a ovest, eSwatini è uno dei paesi più piccoli in Africa. Nonostante ciò, il suo clima e la sua topografia sono molto vari, vanno dal clima mite e di montagna dell'Alto Veld, a quello caldo e arido del Basso Veld.
La popolazione dello Stato è composta principalmente dall'etnia Swazi, e la lingua maggiormente utilizzata è lo swati (chiamato siSwati dai nativi). Gli Swazi stabilirono il loro regno nella seconda metà del diciottesimo secolo sotto il comando di Ngwane III.

## Etimologia
Il nome significa "terra degli Swazi", dal nome della principale etnia del paese, gli swazi; stesso significato aveva il nome precedente Swaziland, coniato dall'inglese. Siccome la "e" in "eSwatini" è una preposizione in lingua swati, il nome della nazione si scrive correttamente con la e minuscola e la S maiuscola, nonostante questo fatto venga spesso ignorato, scrivendo "Eswatini" in concordanza con l'ortografia italiana dei nomi propri.

## Storia

### Storia antica
In eSwatini sono stati rinvenuti resti umani e manufatti risalenti a oltre 100 000 anni fa. Le prime popolazioni dell'area, come nel resto dell'Africa del Sud, furono boscimani e ottentotti.

### La colonizzazione bantu e la nascita degli swazi
Apparsi probabilmente già prima dell'anno 1000, i Bantu provenienti dall'Africa centrale incominciarono nei secoli successivi una lenta ma continua migrazione verso est e verso sud, giungendo anche nell'eSwatini, da cui nel XVII secolo cacciarono definitivamente i boscimani. I primi gruppi bantu a colonizzare l'area furono Nguni e sotho. Gli odierni swazi discendono dal gruppo nguni, da cui si diversificarono a partire dal XVIII secolo, con la fondazione del primo regno swazi da parte di re Ngwane III. In questo periodo incominciò ad affermarsi il clan Dlamini, tuttora molto influente.

### Le guerre contro gli zulu
Il re Sobhuza I, succeduto a Ngwane III, dovette fronteggiare l'espansionismo zulu. Il conflitto si concluse con un netto ridimensionamento del regno swazi, limitato alla valle dell'Ezulwini. L'alleanza stretta tra boeri e zulu fece sì che gli swazi si alleassero con i britannici. Dopo ulteriori rovinosi scontri con boeri e zulu, nel 1877 il clan Dlamini assunse il potere invocando la protezione del Regno Unito, che nel 1881 proclamò ufficialmente il protettorato.

### Il protettorato britannico e la prima fase del regno di Sobhuza II
Protetti dai britannici, gli swazi poterono consolidare il loro regno nei confini attuali. Alla fine del XIX secolo re Mbadzeni promosse una politica di riavvicinamento ai boeri, e nel 1894 firmò un patto con la repubblica boera del Transvaal. Nonostante questo ravvicinamento, allo scoppio delle guerre anglo-boere lo Swaziland si schierò nettamente con i britannici, godendo anche dei frutti della vittoria inglese.
Nel 1921, il nuovo re Sobhuza II (1899-1982), inaugurò una fase di investimenti economici, aprendo in maniera netta il paese agli investimenti stranieri (soprattutto inglesi e sudafricani). Sobhuza promosse inoltre lo sviluppo agricolo, sulla base di vere e proprie economie di scala, incentivando la grande proprietà terriera.
Negli anni sessanta incominciò a svilupparsi nel paese un movimento antibritannico guidato dal principe Dumisa Dlamini, lo Ngwane National Liberatory Congress (NNLC). Questo movimento risultò tuttavia sempre sconfitto alle elezioni dal partito costituzionalista filobritannico Imbokodvo National Movement (INM).

### L'indipendenza e la seconda fase del regno di Sobhuza II
Nel 1968 Sobhuza II dichiarò l'indipendenza dal Regno Unito nell'ambito del Commonwealth e modificò la costituzione, introducendo la monarchia costituzionale. A questo mutamento politico si oppose un forte partito assolutista, e la conseguente tensione politica portò a gravi scontri nel paese. Dopo cinque anni di crisi, nel 1973 Sobhuza II decise di sciogliere il parlamento e i partiti politici. Nel giro di cinque anni, la successiva "dittatura reale" riuscì a disarmare le fazioni e pacificare il regno.
Nel 1978, risolta la crisi, Sobhuza II tornò a elaborare una nuova costituzione, che conferiva al parlamento il potere amministrativo ma non quello legislativo.
Nell'ultima fase del suo regno Sobhuza II definì anche la politica estera dello Swaziland come fortemente filosudafricana, stringendo un'alleanza economica e militare con Pretoria e segnalandosi anche per la persecuzione di fuoriusciti dell'African National Congress nel suo territorio.

### La reggenza e il regno di Mswati III

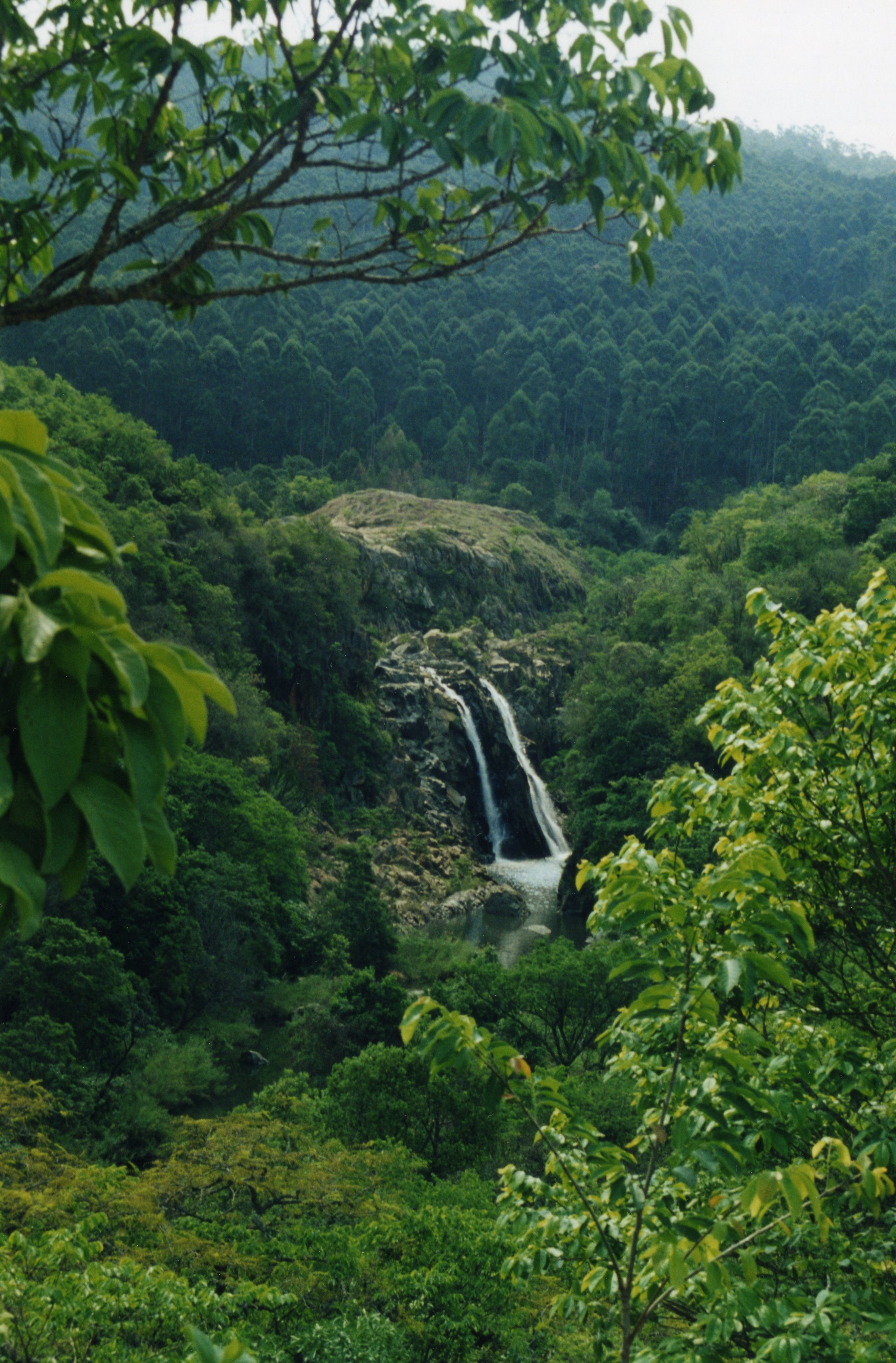
Cascate Mantega

Sobhuza II morì nel 1982. In base alle norme dinastiche vigenti nel paese, la sua morte diede inizio a un periodo di reggenza nell'attesa che il Liqoqo (il "Consiglio della Corona") designasse il successore. La reggenza venne inizialmente affidata alla regina Dzeliwe ("La Grande Elefantessa"), e dal 1983 alla regina Ntfombi. Nel frattempo, le elezioni del 1983 premiarono gli assolutisti del Tibiyo.
Nel 1986 venne incoronato il nuovo re, il diciottenne Makhosetive, che assunse il nome di Mswati III. Questi incominciò il proprio regno con l'avvicinamento al clan Dlamini, formalizzato dall'incarico di primo ministro a Sotja Dlamini, sostituito nel 1989 da Obert Dlamini.
Con la caduta dell'apartheid in Sudafrica nel 1991, lo Swaziland modificò la propria posizione in politica estera, prendendo le distanze dal nuovo Sudafrica. Fra le conseguenze di questa nuova situazione vi fu la rivendicazione da parte di Mswati III di alcuni territori limitrofi allo Swaziland e appartenenti al Sudafrica (2000).
Nel 2001, in parte con motivazioni legate alla lotta all'AIDS, Mswati III ha introdotto la legge della castità, che impone la castità femminile fino al compimento del ventiquattresimo anno di età. Sono anche state concesse deroghe per alcune giovani spose.
Nel 2006 il re ha promulgato una nuova costituzione che introduce la monarchia assoluta. Il parlamento ha ora solo poteri consultivi. I partiti politici sono sciolti: la costituzione ammette solo l'associazionismo apartitico.
Nel 2018, in occasione del suo cinquantesimo compleanno, il re ha cambiato il nome del paese da Swaziland a eSwatini.

## Geografia
L'eSwatini è un piccolo Stato (17363 km²) dell'Africa australe privo di sbocchi al mare. Il suo territorio ha forma quasi circolare e confina in gran parte con il Sudafrica (340 km), salvo un tratto di 105 km a est con il Mozambico.

### Morfologia

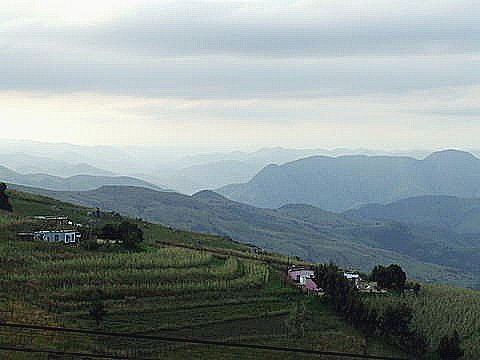
Alture nei pressi di Piggs Peak

Il paese si distende su un altopiano che digrada leggermente da ovest verso est, salvo risalire leggermente presso il confine con il Mozambico. Il territorio si suddivide in tre aree geografiche ben distinte, chiamate localmente Veld (in afrikaans "campi").
Esse sono:
- Alto Veld, a ponente, zona montuosa con vette che salgono fino a 1860 m (Monte Emlemle). Esso è attraversato da profonde valli ricoperte da foreste. In quest'area si trovano le capitali (Mbabane e Lobamba) e la valle di Ezulwini;
- Medio Veld, al centro del regno, area collinare (700 m circa) con praterie ubertose. Manzini ne è il centro più importante;
- Basso Veld, a est, zona piana costituita da savane e piantagioni che, presso il confine con il Mozambico, si eleva in dolci colline.

### Idrografia
I fiumi dell'eSwatini provengono tutti dal Transvaal e attraversano il paese da ovest verso est per gettarsi poi nell'oceano Indiano. I fiumi principali sono il Komati, lo Mbuluzi (Umbuluzi), lo Nggwavuma (Ingwavama) e lo Mkondo-Usutu.

### Clima
Il clima è temperato caldo, con un'umidità e una piovosità che diminuiscono radicalmente spostandosi dall'Alto al Basso Veld. La media annuale delle precipitazioni ammonta infatti a ovest a quasi 2000 mm e a est a 500 mm. Le temperature si mantengono piuttosto stabili senza raggiungere usualmente valori estremi. Durante la stagione calda, la temperatura media è di 23 °C (febbraio) mentre durante i mesi più freddi, può scendere sino a 12 °C (luglio).

## Popolazione

### Demografia

Andamento della popolazione dell'Eswatini dal 1950 al 2021.

La popolazione totale è stata stimata in 1 130 000 abitanti nel 2006, per una densità di 65 abitanti per chilometro quadrato. Il vero flagello del paese è l'AIDS: l'eSwatini è il paese più colpito del mondo, con una percentuale di sieropositivi sulla popolazione adulta superiore al 40%. Ciò ha causato un'aspettativa di vita estremamente bassa, di 31 anni per gli uomini e 32 per le donne. La mortalità infantile supera l'88 per mille. L'analfabetismo nel 2005 era al 20,8%, mentre due anni prima si attestava al 23,3%, segnando quindi un miglioramento.

### Etnie
Gli swazi, una popolazione del gruppo bantu, costituiscono circa l'84% della popolazione. A questi si aggiungono altri gruppi bantu (soprattutto zulu e sotho), che complessivamente rappresentano circa il 12%. Il resto è da suddividersi tra bianchi di origine anglosassone, boeri, indiani, meticci (incroci tra bianchi e asiatici) e mulatti (incroci tra bianchi e bantu).
Le diverse etnie dell'eSwatini sono da sempre ben integrate tra loro, come dimostrano le feste per il genetliaco del re (19 aprile), durante le quali anche i non swazi, bianchi compresi, si uniscono alle danze tradizionali.

### Lingue
Le lingue ufficiali sono l'inglese e lo swati (siswati), parlati da gran parte della popolazione. Di uso comune è anche l'afrikaans.

### Religioni
Le religioni più praticate sono: il protestantesimo (35%), l'AmaZioni (30%), il cattolicesimo (25%). Seguono minoranze come l'islam (1%) e l'induismo (0,15%).
- Cristianesimo: 60%
  - Protestantesimo: 35%
  - Cattolicesimo: 25%
- AmaZioni: 30%
- Islam: 1%
- Induismo: 0,15%
- Altro: 8,85%

## Ordinamento dello Stato

### Suddivisione amministrativa
L'eSwatini è diviso in quattro distretti, a loro volta suddivisi in tinkhundla; questi ultimi si suddividono ulteriormente in imiphakatsi.
I distretti sono:
1. Hhohho
2. Lubombo
3. Manzini
4. Shiselweni

### Città principali
- Mbabane
- Lobamba
- Manzini
- Piggs Peak
- Mhlume
- Siteki
- Mankayane
- Hlatikulu
- Nhlangano
- Lavumisa

### Istituzioni
In base alla nuova Costituzione del 2005 l'eSwatini è una monarchia assoluta. Il re esercita i supremi poteri con l'ausilio del Consiglio supremo dello Stato e della Corona (Liqoqo), di nomina regia, composto dal primo ministro e da un numero variabile di ministri. Il Parlamento ha funzione consultiva ed è bicamerale, composto da: Camera dell'assemblea, di 65 membri, tra cui 10 di nomina regia e 55 eletti sulla base di candidature individuali (non sono riconosciuti partiti politici); Senato, di 30 membri tra cui 20 di nomina regia e 10 cooptati dalla Camera dell'assemblea. Un'Assemblea generale tribale (Libanda) viene inoltre convocata annualmente dal re per ascoltare le esigenze e le richieste dei vari clan.

## Politica

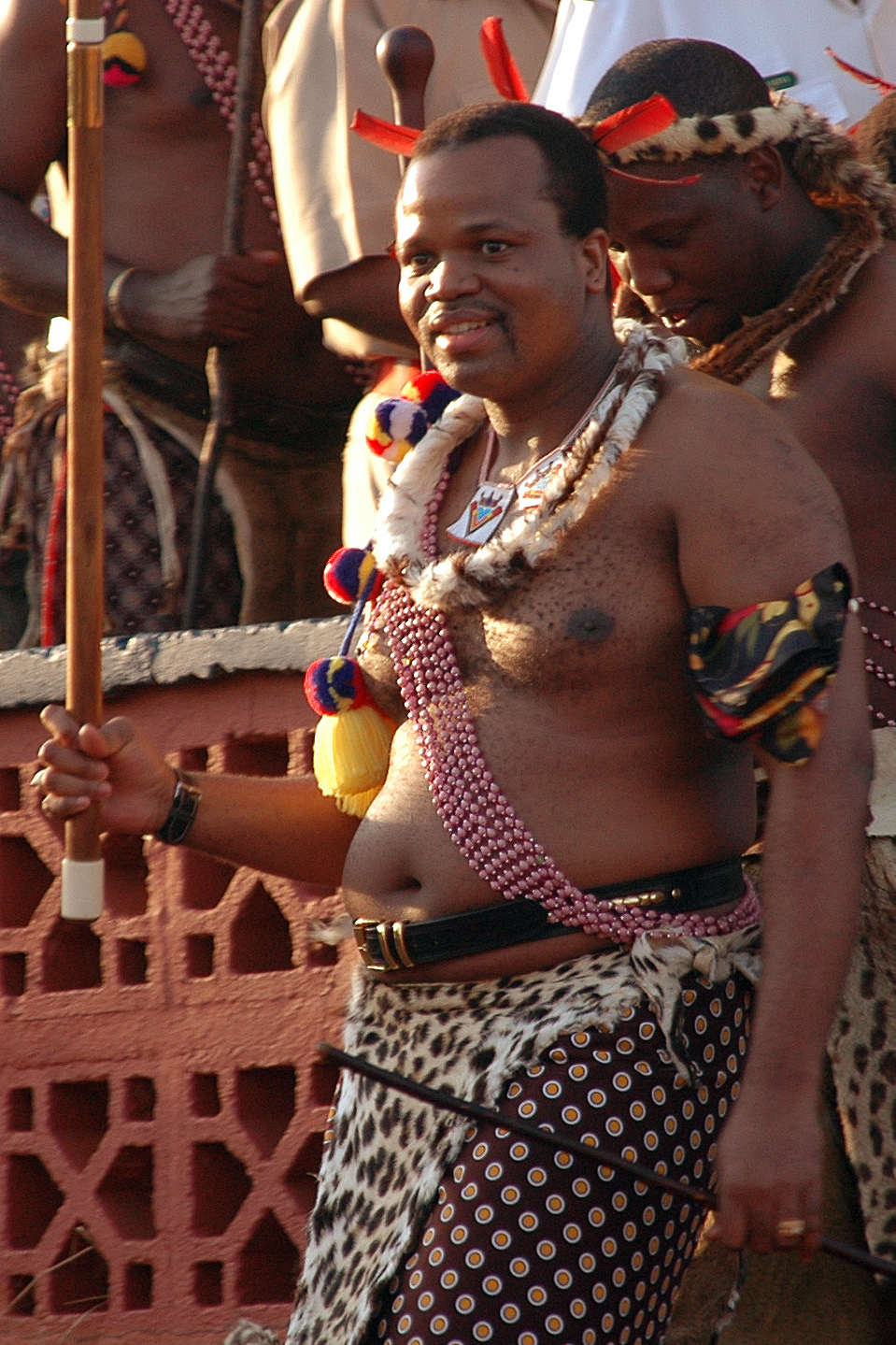
Re Mswati III durante una tradizionale danza rituale

### Politica interna
L'attuale politica interna del re Mswati III si fonda sul radicamento dei princìpi tradizionali etnici e dell'assolutismo monarchico. Da segnalare la lotta all'AIDS, vero flagello di questo Stato.

### Politica estera
In politica estera l'eSwatini si è recentemente allontanato dalla tradizionale alleanza con il Sudafrica a favore di maggiori legami da un lato con il Regno Unito, dall'altro con il Mozambico.

## Istruzione

### Università
L'Università dell'eSwatini è stata istituita nel 1982.

## Economia
Il PIL complessivo, a parità di potere d'acquisto, è ammontato nel 2012 a 6 174 milioni di dollari, 157º posto nel mondo, pari a 5 719 dollari pro capite. L'eSwatini ha dunque un reddito pro capite superiore alla media africana, e un'economia abbastanza diversificata. L'agricoltura può disporre dell'11% del territorio nazionale ed è favorita da un suolo fertile; il settore primario occupa il 40% della popolazione attiva e contribuisce per il 12% alla formazione del PIL nazionale, una parte non alta se si considera il numero di addetti. Buona parte delle terre sono organizzate infatti secondo i costumi tribali e sono scarsamente produttive: esse vengono messe in comune e la suddivisione del loro frutto spetta ai capitribù. Diverso il discorso delle grandi proprietà terriere, costituite sovente da piantagioni monocolturali di canna da zucchero o mais: esse sono gestite con metodi molto avanzati e professionali. L'estrazione mineraria (ad esempio la miniera di Ngwenya) occupa da tempo un ruolo rilevante nell'apparato economico degli swazi, ma oggi risulta meno importante di un tempo. Esauritesi le miniere di ferro, si estraggono principalmente amianto, diamanti e carbone. Altra importante forma di reddito è offerta dal turismo, alimentato quasi solo da turisti sudafricani; e proprio il Sudafrica è il maggior partner commerciale, con l'88% delle importazioni e il 52% delle esportazioni. Pochi i rapporti economici con altri Stati, salvo delle piccole importazioni dal Giappone, l'1,7% di quelle totali, e delle consistenti esportazioni, quasi il 20%, verso l’Europa, in particolare il Regno Unito. Questo quadro delinea una bilancia commerciale in passivo, al contrario di quella dei pagamenti, in attivo.

## Ambiente
L'eSwatini possiede numerosi parchi e riserve naturali. In questo paese è forte il principio di compartecipazione tra pubblico e privato nella gestione dei beni floro-faunistici.
Un primo tipo di parco naturale è costituito dalla riserva statale che ha al suo interno una o più proprietà private di dimensioni variabili (possono anche coincidere con l'intero parco), che si occupano di gestire direttamente il patrimonio naturalistico e il turismo relativo, sulla base però delle direttive dello Stato, che mantiene sulla riserva pieno potere decisionale. La proprietà terriera si fa carico delle spese di controllo e gestione degli animali, del mantenimento in buone condizioni di strade e piste, dell'accoglienza dei turisti. In cambio, essa riceve i proventi del turismo e le sovvenzioni statali. Tra i parchi più interessanti di questa tipologia si hanno lo Hlane Game Reserve, ove si può osservare il raro rinoceronte bianco, il Malolotja Nature Reserve Mkhaya e lo Mlawula Nature Reserve, ove si trovano vari serpenti particolari, come il mamba nero o il cobra sputante, oltre a 350 specie di uccelli, tra cui la rondine blu, il rarissimo ibis calvo, la gru blu, varie aquile e avvoltoi.
Un secondo tipo di parco è invece la riserva privata, ove l'intera organizzazione gestionale spetta al proprietario terriero, solitamente unico (più raramente in consorzio). Lo Stato si limita a riscuoterne una modesta tassazione e a svolgere controlli. Sovente questo tipo di parco presenta residenze molto lussuose che prevedono per i turisti attrattive non solo di natura paesaggistico-ambientale, ma anche sociale (gare sportive, convegni, concerti, banchetti e simili). Tra le riserve private più importanti si hanno: Singita, Motswari, Londolozi, Inyati, Sabi Sabi, Makalali.

## Cultura

### Arte
Le forme artistiche principali dell'eSwatini sono la musica e la danza, che possono essere considerate paradigmatiche dei suoni e movimenti tipici bantu. Non mancano scuole artigianali di manifatture e utensileria di un certo prestigio, nella cui produzione si distingue la fabbricazione di monili e armi, in particolare scudi e frecce. Esiste un Consiglio Nazionale (eSwatini National Council of Arts and Culture) che si cura di preservare le arti swazi e promuove numerose iniziative tra cui mostre e congressi.

### Produzione letteraria
Tra il XX e il XXI secolo, nel quadro di una produzione letteraria nazionale, ricordiamo la figura della scrittrice e attivista per i diritti delle donne swazi Sarah Mkhonza, Patricia McFadden, Gladys Lomafu Pato e Regina Twala.

### Musica
Riguardo la musica country ricordiamo il duo Dusty and Stones .

## Sport
Molto diffusi gli sport tradizionali, di derivazione guerresca, come il lancio del giavellotto o il tiro con l'arco. Recentemente si è assistito inoltre al diffondersi del rugby, insegnato con successo da allenatori sudafricani. Diffusi inoltre, tra i ceti sociali abbienti, il cricket e il golf. Il calcio non ha ancora raggiunto un livello professionale. La nazionale di calcio ha fatto il suo esordio il 1º maggio 1968 contro il Malawi e finora non si è mai qualificata a un torneo internazionale.

## Tradizioni
Tra le tradizioni popolari più importanti degli swazi si hanno le feste nazionali, caratterizzate da antiche usanze. Oltre al Genetliaco del Re (19 aprile), si hanno il Genetliaco del Re Padre, ossia del re precedente all'attuale (22 luglio), e l'Umhlanga ("danza del giunco", 1º settembre) che si protrae per più giorni. In questa occasione, decine di migliaia di giovani donne in età da matrimonio, sfilano in abiti tradizionali di fronte al re, cercando di attirare la sua attenzione. In queste occasioni il sovrano sceglie di norma almeno una moglie da aggiungere al suo harem (nel paese è infatti ammessa e talora favorita la poligamia).
Altra importante cerimonia è l'Incwala ("primi frutti", 16 dicembre). In quest'occasione i bemanti ("uomini istruiti") portano piante, acqua di fiume e spuma alla reggia. Il re accoglie questi uomini, danza innanzi a loro e, se lo ritiene opportuno, mangia una zucca, segno che indica l'inizio del raccolto. L'Incwala non si celebra sempre il 16 dicembre. La data varia in accordo a ragioni che non vengono spiegate al pubblico, ma approssimativamente avviene tra l'ultima settimana di dicembre e la prima di gennaio.
Infine si hanno la Festa della Bandiera (25 aprile), il Somhlolo (ovvero la Festa dell'Indipendenza, 6 settembre) e il Natale (25 dicembre), da tempo acquisito nelle usanze swazi come festa nazionale. Ecco un elenco più dettagliato:

### Festività nazionali
| Data        | Nome                                      | Significato                                                                    |
| ----------- | ----------------------------------------- | ------------------------------------------------------------------------------ |
| 19 aprile   | Compleanno del Re                         | Giorno del compleanno del re Mswati III di eSwatini (1968)                     |
| 25 aprile   | Giorno della Bandiera Nazionale           | Giorno in cui la Bandiera dell'eSwatini fu issata per la prima volta, nel 1967 |
| 22 luglio   | Giorno del Compleanno del Re (Sobhuza II) | Giorno del compleanno del sovrano Sobhuza II dell'eSwatini, 1899               |
| 6 settembre | Somhlolo Day (o Independence Day)         | Festa nazionale: Giorno dell'indipendenza dal Regno Unito, nel 1968            |